# Estreito de Fehmarn

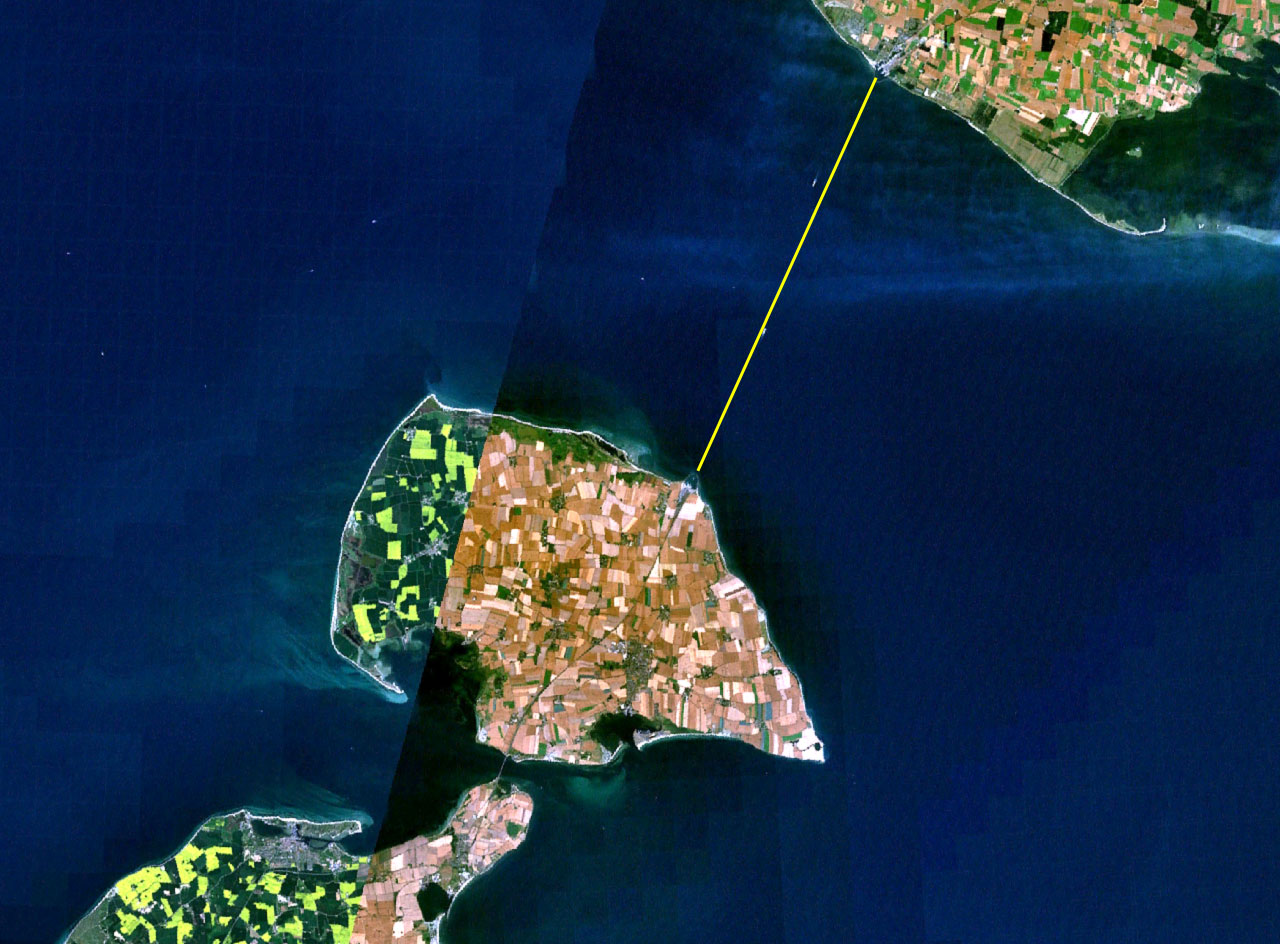
Localização da rota do ferry.

O Estreito de Fehmarn (em alemão: Fehmarnbelt pronúnciaⓘ; em dinamarquês: Femern Bælt) é um estreito na parte ocidental do Mar Báltico que liga a Baía de Quiel e a Baía de Meclemburgo, entre a ilha alemã de Fehmarn e a ilha dinamarquesa de Lolland. A ligação marítima entre as duas ilhas é efetuada pela Scandlines, através dos portos de Puttgarden e de Rødby.
O estreito tem uma área de 18 quilómetros de entensão e entre 20 a 30 metros de profundidade. As suas correntes são fracas e dependem principalmente do vento.

## Túnel
No dia 29 de junho de 2007, os governos alemão e dinamarquês chegaram a um acordo para a construção de uma ligação fixa para substituir a atual ligação marítima. Esta ligação prevê uma redução de cerca de sessenta minutos na travessia e um aumento da capacidade de transporte.
Em 2011, o Parlamento da Dinamarca votou por larga maioria (com o apoio de sete dos oito partidos) a favor do projeto de 5,1 mil milhões * de euros, para a construção de um túnel com três aberturas separadas, duas delas com duas faixas de autoestrada cada e a outra com uma linha ferroviária de via dupla. Inicialmnete, previa-se que as obras começassem em 2014 e estivessem concluídas em 2020. Porém, a construção apenas teve início em 1 de janeiro de 2021.

## Naufrágios famosos
- 13 de outubro de 1644 - Os navios de guerra dinamarqueses Delmenhorst e Lindormen e o neerlandês Swarte Arendt foram afundados durante a Batalha de Fehmarn (1644)
- 21 de julho de 1932 - O navio-escola alemão Niobe virou durante uma borrasca branca